# گله (فیلم ۲۰۰۷)
گله (به انگلیسی: The Flock) فیلمی محصول سال ۲۰۰۷ و به کارگردانی اندرو لائو است. در این فیلم بازیگرانی همچون ریچارد گی‌یر، کلیر دینز، کی‌دی استریکلند، آوریل لوین، کارمن سرانو، کریستینا سیسکو، ری وایز، فرنچ استوارت ایفای نقش کرده‌اند.